# Iluminat festiv

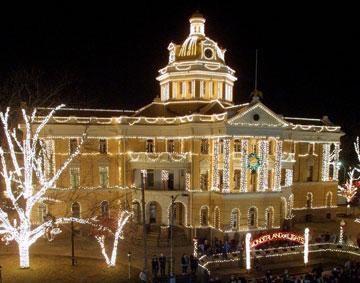
Vechiul tribunal al comitatului Harrison din Marshall - Texas, iluminat festiv

Iluminatul festiv (sau decorativ) se referă la tehnicile de iluminare și produsele folosite cu scopul creării unei atmosfere de sărbătoare. Acesta apelează la diverse dispozitive de iluminare și sisteme electronice de comandă și control, pentru a crea modele de iluminat de diverse forme și a transmite diverse mesaje.
Deși inițial iluminatul festiv era în special apanajul sărbătorilor de iarnă – Crăciunul și Anul Nou, actual acesta a devenit popular în multe culturi și este folosit atât în timpul altor sărbători cât și în diverse alte ocazii care nu au legătură cu ceremonii sau festivități. Lider de piață in iluminatul festiv este Mk Illumination.